# Clausena yunnanensis
Clausena yunnanensis är en vinruteväxtart som beskrevs av Cheng Chiu Huang. Clausena yunnanensis ingår i släktet Clausena och familjen vinruteväxter. Utöver nominatformen finns också underarten C. y. longgangensis.